# 有玉南町
有玉南町（ありたまみなみまち）は静岡県浜松市中央区の町名。丁番を持たない単独町名である。住居表示未実施。

## 地理
浜松市中央区の東部、積志地区の南部に位置する。東で大瀬町及び小池町、南で上島（四丁目・五丁目・七丁目）、西で有玉西町、北で有玉北町と接する。

### 河川
- 馬込川
- 狢川

### 学区
小学校・中学校の学区は以下の通りである。
- 浜松市立有玉小学校
- 浜松市立積志中学校

## 歴史

### 沿革
- 1876年（明治9年）- 長上郡下村・畑屋村が周辺の村と合併して長上郡有玉村となる[WEB 8]。
- 1896年（明治29年）4月1日 - 郡制の施行により、有玉村の所属郡が浜名郡に変更となる。
- 1908年（明治41年）1月1日 - 有玉村、中郡村及び小野田村大字半田を合併して積志村が発足する。旧村名は積志村の大字として残る[WEB 9]。
- 1909年（明治42年）12月6日：市場駅（いちばえき）が開業。
- 1923年（大正12年）4月1日：市場駅が遠州市場駅に改称。
- 1957年（昭和32年）10月1日 - 積志村が浜松市に編入される。
- 1958年（昭和33年） - 大字有玉を分割して、有玉南町を新設（旧松木島村・旧新村の一部は積志町に編入される）[WEB 10]。
- 1966年（昭和41年）4月1日：遠州市場駅が自動車学校前駅に改称。
- 1979年（昭和54年）4月1日 - 浜松市立積志小学校より分離独立し、浜松市立有玉小学校が開校する。
- 2007年（平成19年）4月1日 - 浜松市が政令指定都市となる。有玉南町は東区の一部となる。
- 2024年（令和6年）1月1日 - 浜松市の行政区再編により、有玉南町は中央区の一部となる。

## 施設
- 浜松市立有玉幼稚園
- 社会福祉法人太豊会幼保連携型認定こども園ありたまこども園
- 浜松市立有玉小学校
- 遠州鉄道自動車学校前駅
- 浜松市消防局東消防署有玉出張所
- JAとぴあ浜松本店・とぴあサービス本社
- 浜松有玉郵便局
- 西友浜松有玉南店
- エブリィビッグデー有玉南町店
- 杏林堂薬局有玉南町店
- 医療法人社団岡崎会有玉病院
- ローソン浜松有玉南店
- 有玉神社

## 交通

### バス
- 東名浜松北バスストップ

### 道路
- 国道152号（飛龍街道）
- 浜松市道有玉南積志線（二俣街道）
- 浜松市道有玉南初生線バイパス

## その他

### 警察
警察の管轄区域は以下の通りである。
| 番・番地等 | 警察署       | 交番・駐在所 |
| ---------- | ------------ | ------------ |
| 全域       | 浜松東警察署 | 積志交番     |

### 消防
消防の管轄区域は以下の通りである。
| 番・番地等 | 消防署   | 本署/出張所 |
| ---------- | -------- | ----------- |
| 全域       | 東消防署 | 有玉出張所  |

### WEB
1. ↑  “h02_22.csv”.   総務省 (2022年2月10日). 2024年6月26日閲覧。
2. ↑  “chuouku_menseki.xlsx”.   浜松市 (2024年3月12日). 2024年6月26日閲覧。
3. ↑  “静岡県 浜松市中央区 有玉南町の郵便番号 - 日本郵便”.   日本郵便. 2025年2月15日閲覧。
4. ↑  “市外局番の一覧”.   総務省 (2022年3月1日). 2024年6月26日閲覧。
5. ↑  “事業所案内及び管轄地域（事務所3件、分室3件）”.   一般社団法人静岡県自動車会議所. 2024年6月26日閲覧。
6. ↑  “住居表示実施状況”.   浜松市 (2024年1月4日). 2024年6月26日閲覧。
7. ↑  “学校名から探す／浜松市”.   浜松市 (2024年1月1日). 2024年6月26日閲覧。
8. ↑  “historyofcities.pdf”.   静岡県総務部合併推進室・財団法人静岡県市町村振興協会. 2024年10月15日閲覧。
9. ↑  “解説ページ”.   株式会社エア. 2024年10月15日閲覧。
10. ↑  “解説ページ”.   株式会社エア. 2024年10月15日閲覧。
11. ↑  “積志交番｜静岡県警察”.   静岡県警察 (2024年1月1日). 2024年6月26日閲覧。
12. ↑  “消防署の町別管轄「あ」／浜松市”.   浜松市 (2020年3月25日). 2024年6月26日閲覧。